# Anaphalioides
- Commons
- Wikispecies

Anaphalioides (Benth.) Kirp. é um género botânico pertencente à família Asteraceae.

## Espécies
Apresenta cinco espécies:
- Anaphalioides alpina
- Anaphalioides bellidioides
- Anaphalioides keriense
- Anaphalioides mariae
- Anaphalioides papuana